# 兹比格涅夫·扎日茨基
兹比格涅夫·扎日茨基（波蘭語：Zbigniew Zarzycki，1948年3月12日—），波兰男子排球运动员。他曾代表波兰参加1968年、1972年和1976年夏季奥林匹克运动会排球比赛，其中1976年奥运会获得一枚金牌。